# Cup of Nations 2012
La Cup of Nations del 2012 fue la segunda edición del torneo de rugby, también conocida como Emirates Airline Cup Of Nations 2012 por motivos de patrocinio, al igual que la edición anterior se disputó en el The Sevens Stadium de Dubái.
Se había diseñado el torneo con dos grupos de tres equipos, pero por asuntos económicos México y Papúa Nueva Guinea se bajaron de la competencia.

## Equipos participantes
- Selección de rugby de Bélgica (Diablos Negros)
- Selección de rugby de Emiratos Árabes Unidos
- Selección de rugby de Hong Kong (Dragones)
- Selección de rugby de Zimbabue (Sables)

## Posiciones[5]
| Pos. | Equipo           | Encuentros | Encuentros | Encuentros | Encuentros | Tantos  | Tantos    | Tantos     | Puntos Bonus | Puntos Totales |
| Pos. | Equipo           | jugados    | ganados    | empatados  | perdidos   | a favor | en contra | diferencia | Puntos Bonus | Puntos Totales |
| ---- | ---------------- | ---------- | ---------- | ---------- | ---------- | ------- | --------- | ---------- | ------------ | -------------- |
| 1    | Bélgica          | 3          | 3          | 0          | 0          | 146     | 26        | + 120      | 2            | 14             |
| 2    | Hong Kong        | 3          | 2          | 0          | 1          | 85      | 37        | + 48       | 1            | 9              |
| 3    | Zimbabue         | 3          | 1          | 0          | 2          | 83      | 64        | + 19       | 1            | 5              |
| 4    | E. Árabes Unidos | 3          | 0          | 0          | 3          | 23      | 210       | - 187      | 0            | 0              |

Nota: Se otorgan 4 puntos al equipo que gane un partido y 2 al que empate
Puntos Bonus: 1 punto por convertir 4 tries o más en un partido y 1 al equipo que pierda por no más de 7 tantos de diferencia

## Resultados

### Primera fecha
| 8 de diciembre | Emiratos Árabes Unidos | 3 - 94  | Bélgica |  |  |
|                |                        | Reporte |         |  |  |

| 8 de diciembre | Hong Kong | 22 - 7  | Zimbabue |  |  |
|                |           | Reporte |          |  |  |

### Segunda fecha
| 11 de diciembre | Zimbabue | 11 - 28 | Bélgica |  |  |
|                 |          | Reporte |         |  |  |

| 11 de diciembre | Emiratos Árabes Unidos | 6 - 51  | Hong Kong |  |  |
|                 |                        | Reporte |           |  |  |

### Tercera fecha
| 14 de diciembre | Emiratos Árabes Unidos | 14 - 65 | Zimbabue |  |  |
|                 |                        | Reporte |          |  |  |

| 14 de diciembre | Hong Kong | 12 - 24 | Bélgica |  |  |
|                 |           | Reporte |         |  |  |

| Bandera de Bélgica |
| Campeón Bélgica    |
| Primer título      |